# Santo Tomás, México
Santo Tomás là một đô thị thuộc bang México, México. Năm 2005, dân số của đô thị này là 8888 người.